# Tang Zhigang
Tang Zhigang (Chinees: 唐志刚; geboren in 1959 in Kunming, provincie Yunnan, China) is een Chinees beeldend kunstenaar, bekend om zijn Children in Meeting-serie. Zijn werken vormen een satirische reflectie op bureaucratie en militarisering in de Chinese samenleving en worden internationaal tentoongesteld.

## Biografie
Tang Zhigang werd geboren in 1959 in Kunming, de hoofdstad van de zuidwestelijke provincie Yunnan. Zijn moeder werkte als bewaker in een militair kamp, wat hem op jonge leeftijd in aanraking bracht met het militaire leven. In de jaren 1970 trad hij toe tot het Chinese Volksleger, waar hij actief werd als propagandakunstenaar. In deze functie werd hij belast met het vervaardigen van kunstwerken die de staatsideologie ondersteunden. Tegelijkertijd volgde hij een opleiding aan de PLA Academy of Art, waar hij zich specialiseerde in schilderkunst.
Na zijn militaire carrière bleef hij actief als kunstenaar en ontwikkelde hij een kritische en satirische stijl, waarbij hij putte uit zijn ervaringen binnen het systeem. Zijn werk werd in de jaren 1990 opgemerkt binnen de Chinese avant-garde-kunstscene en hij groeide uit tot een van de toonaangevende kunstenaars van zijn generatie.

## Children in Meeting
De Children in Meeting-serie van Tang Zhigang wordt algemeen beschouwd als zijn invloedrijkste werk. De serie bestaat uit een verzameling schilderijen waarin kinderen, afgebeeld in formele, politieke omgevingen, het contrast tussen jeugdige onschuld en de zwaarmoedige sfeer van een bureaucratisch systeem verkennen. Dit contrast tussen kinderlijke speelsheid en de serieuze, vaak angstige toon van de setting biedt een diepere reflectie op de Chinese samenleving en haar autoritaire structuren.
De serie trok internationaal veel aandacht vanwege de thematiek en de manier waarop Tang zijn boodschap visueel overbrengt. De werken zijn een reflectie van de persoonlijke ervaring van de kunstenaar in het Chinese leger en een kritiek op de socialistische autoritaire systemen.
De Children in Meeting-reeks heeft aanzienlijke erkenning ontvangen. In 2008, werd Children in Meeting (3 Long Tables) geveild voor 6.020.000 euro, het duurste werk van Tang Zhigang.

## Stijl en thematiek
Tang Zhigang combineert figuratief realisme met een losse, expressieve penseelvoering. Zijn werk vertoont invloeden van zowel traditionele Chinese schilderkunst als westerse olieverftechnieken. Hij gebruikt gedempte, vaak groengrijze en bruine tinten, wat een nostalgische en soms melancholische sfeer oproept.
Zijn penseelstreken zijn dynamisch en lijken soms onafgewerkt, waardoor een gevoel van beweging en spontaniteit ontstaat. Dit contrasteert met de statische en gereguleerde houdingen van de afgebeelde figuren. Daarnaast gebruikt Tang regelmatig subtiele vervormingen en schaduwspel om een surrealistische ondertoon aan zijn werken toe te voegen.

## Exposities

### Solo-exposities
- 1995 – National Art Museum of China, Peking, China
- 2003 – Shanghai Art Museum, Shanghai, China
- 2005 – Chinese fairytale, Canvas International Art, Amstelveen[7]
- 2010 – Ullens Center for Contemporary Art, Peking, China
- 2015 – Today Art Museum, Peking, China

### Groepsexposities
- 1992 – Guangzhou Biennale, Guangzhou, China
- 2000 – Shanghai Biennale, Shanghai, China
- 2004 – "Between Past and Future: New Photography and Video from China", International Center of Photography, New York, VS
- 2006 – Asia Society Museum, New York, VS
- 2018 – Yuz Museum, Shanghai, China